# Klemen Pisk
Klemen Pisk, slovenski književnik, prevajalec in glasbenik, * 1973, Kranj.

## Življenje in delo
Sredi devetdesetih let je bil član uredništva študentske revije Tribuna. Med študijem slavistike v Ljubljani se je največ posvečal poljščini in verzologiji.
Kot pesnik je opozoril nase s prvo pesniško zbirko Labas vakaras (1998), tej sta sledili Visoko in nagubano prapočelo (2000) in Mojster v spovednici (2002). V letih 2000–2004 je pisal recenzije za Književne liste ter za Radio Slovenija. Piskova kratka zgodba Vilnius iz zbirke Pihalec je leta 2009 na natečaju ameriške revije Fiction Fix dobila nagrado za najboljšo zgodbo in je bila na pobudo uredništva nominirana za ameriško nagrado Pushcart Prize.  Julija 2012 je nastopil na Mesecu avtorskega branja, ki ga je organizirala češka založba Větrné mlýny in je potekal v Brnu, Košicah, Ostravi in v Vroclavu. Leta 2014 ga je finsko društvo Nuoren Voiman Liitto izbralo za rezidenta vile Sarkia v kraju Sysmä na jugu Finske. Piskova dela so prevedena v mnoge jezike in objavljena v več kot dvajsetih tujih literarnih revijah. V knjižnih izdajah so izšla na Poljskem, Slovaškem, Češkem in v Ameriki.  
Kot literarni prevajalec iz poljščine je spomladi 2003 dobil štipendijo Inštituta za kulturologijo v Varšavi. Od 2006 do 2009 je živel v Vilniusu, kjer se je izpopolnjeval iz litovskega jezika, iz katerega največ prevaja. Leta 2009 se je udeležil 2. svetovnega kongresa prevajalcev poljske literature v Krakovu. Oktobra 2015 je v Vilniusu prejel posebno priznanje Litovskega kulturnega inštituta za zasluge pri promociji litovske literature po svetu. 
Od 1995 do 2005 je bil pevec, kitarist in glavni avtor pesmi skupine Žabjak bend, s katero je izdal dve zgoščenki.

## Izbrana bibliografija
- Pesniške zbirke
  - Labas vakaras. Ljubljana: Mladinska knjiga, 1998.
  - Visoko in nagubano prapočelo, Novo mesto: Goga, 2000.
  - Mojster v spovednici. Grosuplje: Mondena, 2002.
- Kratka proza
  - Pihalec. Ljubljana: Nova revija, 2008.
- Radijske igre
  - Lahko noč, Matija Čop. Ljubljana: Radio Slovenija, 1997.
  - Ose pa ne letijo. Ljubljana: Radio Slovenija, 1999.
  - Pihalec. Ljubljana: Radio Slovenija, 2012.
- Literarne kritike
  - Stihi pod nadzorom. Ljubljana: VBZ, 2004.
- Prevedene knjige
  - Tych kilka słów. Prevedel Marcin Mielczarek. Warszawa: Cudzysłów, 2005.
  - Pustovník a vlk. Uredila Saša Poklač in Miloslav Vojtech. Bratislava: Univerzita Komenského, 2009.
  - Vilnius. Prevedel Shay Robert Wood. Amazon.com, 2010.
  - Za krzakiem majaczącego ślimaka. Prevedla Marlena Gruda. Mikołów: Instytut Mikołowski, 2015.
  - Foukač. Prevedel Petr Mainuš. Brno: Albert, 2015.
- Kot prevajalec
  - Karol Wojtyła: Pred zlatarno. Celje: Mohorjeva družba, 1996.
  - Karol Wojtyła: Brat našega Boga. Celje: Mohorjeva družba, 1999.
  - Karol Wojtyła: Rimski triptih. Celje: Mohorjeva družba, 2003.
  - Ewa Miedzińska: Bolek in Lolek v svetu živali. Radovljica: Didakta, 2003.
  - Jerzy Pilch: Pri mogočnem angelu. Ljubljana: Mladinska knjiga, 2004.
  - Zgodbe iz Litve. Antologija sodobne litovske kratke zgodbe. Ljubljana: Sodobnost International, 2007.
  - Sigitas Parulskis: Tri sekunde neba. Ljubljana: Modrijan, 2008.
  - Ksawery Knotz: Seks, kakršnega ne poznate. Maribor: Slomškova družba, 2010.
  - Kazys Boruta: Baltaragisov mlin. Ljubljana: Vodnikova založba, 2011.
  - Karol Wojtyła: Tri drame. Celje: Mohorjeva družba, 2011.
  - Laura Sintija Černiauskaite: Dihanje v marmor. Ljubljana: Sodobnost International, 2012.
  - Jerzy Pilch: Seznam prešuštnic. Ljubljana, Sodobnost International, 2012.
  - Krzysztof Siwczyk: Preveč videnja. Maribor, Slomškova družba, 2012.
  - Tomek Tryzna: Gospodična Nihče. Ljubljana, Sodobnost International, 2013.
  - Vytautė Žilinskaitė: Potovanje na Tandadriko, Ljubljana: Sodobnost International, 2013.
  - Tomas Venclova: Stičišče. Ljubljana: Beletrina, 2014.
  - Jurga Ivanauskaitė: Čarovnica in dež. Maribor: Založba Pivec, 2014.
  - Kęstutis Kasparavičius: Podvodna zgodba. Ljubljana: Sodobnost International, 2014.
  - Kęstutis Kasparavičius: Mala zima. Ljubljana: Sodobnost International, 2015.
  - Kęstutis Kasparavičius: Trapaste zgodbe. Ljubljana: Sodobnost International, 2015.
  - Vytautas Stankus: Vsak hip se bo začelo. Ljubljana: Beletrina, 2015.
  - Kęstutis Kasparavičius: Izginula slika. Ljubljana: Sodobnost Internationa1, 2016.
  - Andrzej Sapkowski: serija Veščec. Ljubljana: Mladinska knjiga, 2022–.
    - Zadnja želja, 2022
    - Meč usode, 2022
    - Vilinska kri, 2023
- Zgoščenke (s skupino Žabjak bend)
  - Doktor piska počasni sving. Novo mesto: Goga, 2001.
  - Aristokrat, Novo mesto: Goga, 2004.04.
- Kot urednik
  - Czesław Miłosz: Zvonovi pozimi. Ljubljana: Beletrina, 2008.
  - Dzeja. Antologija sodobne latvijske poezije. Ljubljana: Društvo slovenskih pisateljev, 2016.